# Servische Volkspartij (Kroatië)
De Servische Volkspartij (Servisch: Српска народна странка, CHC) (soms ook vertaald als de Servische Populaire Partij, van het Kroatische: Srpska narodna stranka, SNS) is een sociaaldemocratische politieke partij die de Servische minderheid in Kroatië tracht te vertegenwoordigen.

## Geschiedenis
De partij werd in het begin van 1991 opgezet door etnisch Servische politici die tegen het radicale separatistische beleid van het nieuwe Republiek van Servisch Krajina waren. Toen het etnische conflict in Kroatië escaleerde zat de SNS in een moeilijke positie. Hun invloed op de Serviërs was beperkt tot het gebied dat onder controle van Kroatië stond, hier kregen etnische Serviërs te kampen met het machtsmisbruik van de dominantere groepen, vaak werd dit in het geheim dan wel openlijk gesteund door de autoriteiten. De SNS heeft de regering van Franjo Tuđman echter nooit bekritiseerd.
Daartegenover stond dat de staatsmedia SNS omschreef als de enige legitieme vertegenwoordiger van de Kroatische Serven, de leider van de partij; Milan Đukić, hij werd aangesteld aan meerdere belangrijke regeringsposities waaronder dat van assistent van de minister van binnenlandse zaken, vicepresident van de Sabor en presidentieel adviseur.
Door dit geflirt met de autoriteiten had de SNS en het begin van de jaren negentig van de 20e eeuw de bijnaam "de Partij van Tudman zijn Serven", velen zagen de partij slechts als een marionet van de Kroatische Democratische Unie in plaats van een partij met een eigen wil. Dit werd nog meer duidelijk toen de Servische Volkspartij tijdens de Parlementsverkiezingen in 1992 het Parlement binnenkwam zonder eigenlijk via voldoende stemmen recht te hebben op één enkele zetel.
Enkele jaren later begon de SNS afstand te nemen van haar goede relatie met de regering van Tuđman en begon op een radicalere wijze de belangen van de etnische Serviërs te vertegenwoordigen.
Duidelijker werd de scheiden tussen de twee toen tijdens Operatie Storm het huis van Milan Đukić in Donji Lapac in brand gestoken werd door leden van het Kroatische leger en de politie.
Na de Erdut Overeenkomst, waarna het oostelijke gedeelte van Slavonië tussen 1997/1998 weer bij Kroatië ging horen had Tuđman zijn oog op een andere politieke partij. De Onafhankelijke Democratische Servische Partij (SDSS) werd opgezet door Servische politici waar Tuđman het beter mee kon vinden.

## Relatie tussen de twee Servische partijen
Rivaliteit tussen de SNS en SDSS werd sterk benadrukt in het voormalige Krajina waar beide partijen stemmen probeerden te winnen onder de net teruggekomen Servische vluchtelingen. Alhoewel de SNS in eerste instantie sterker in haar schoenen  stond en zelfs een lokale Servisch-gedomineerde regering in Donji Lapac vormde trok de SDSS aan het langste eind. De SDSS was niet alleen beter georganiseerd, maar haar leiders werden meer geaccepteerd door de grotere politieke groeperingen in Kroatië. Tijdens de Parlementsverkiezingen in 2003 slaagde de SNS er niet in het Kroatische parlement te betreden en verloor haar drie Servische-minderheid-zetels aan de SDSS.
Regeringspartijen:

Kroatische Democratische Unie · Kroatische Volkspartij-Liberaal Democraten · Kroatische Sociaal-Liberale Partij

Kroatische Seniorenpartij · Onafhankelijke Democratische Servische Partij

Overige partijen:

Kroatische Partij van Rechten · Kroatische Boerenpartij · Istrische Democratische Assemblee · Sociaaldemocratische Partij van Kroatië · Alliantie van Primorje · Gorski Kotar · Kroatische Democratische Boerenpartij · Democratisch Centrum · Liberale Partij · Kroatisch Democratisch Centrum · Democratische Prigorje-Zagreb Partij · Međimurje Partij · Zagorje Democratische Partij · Slavonië-Baranja Kroatische Partij · Kroatisch Blok · Kroatische Christelijke Democratische Unie · Kroatische Partij van Rechten 1861 · Kroatische Pure Partij van Rechten · Kroatische Werkelijke Renaissance · Socialistische Arbeiderspartij van Kroatië · Servische Volkspartij · Sociaal Democratische Actie van Kroatië

Politieke partijen van etnische minderheden:

Democratische Unie van Hongaren van Kroatië · Duitse Volksunie - Nationale Associatie van Donau-Zwaben in Kroatië

Onafhankelijke Democratische Servische Partij · Partij voor Democratische Actie van Kroatië